# Over the Limit (2011)
Over the Limit (2011) — второе по счёту рестлинг-шоу Over the Limit производства американского промоушна WWE. Мероприятие состоялось 22 мая 2011 года на «Ки-арене» в Сиэтле, Вашингтон, США.
По системе PPV шоу посмотрели около 140 000 человек. Это заметное снижение по сравнению с предыдущим годом (197 000 покупок).

## Превью
Главное противостояние на бренде RAW развернулось между Джоном Синой и Мизом вокруг чемпионства WWE. Сина стал чемпионом в трехстороннем матче в клетке на Extreme Rules, где одолел Мизанина и Джона Моррисона. Изначально Миз реализовал право реванша на RAW от 2 мая. Он победил Джона, исподтишка атаковав его титулом чемпиона, однако судья матча изменил решение после того, как увидел оставленный на ринге пояс. Таким образом, Сина защитил титул по дисквалификации. На RAW от 9 мая прошёл матч, который должен был определить нового противника Чемпиона WWE на Over the Limit. В мейн-ивенте вечера Миз победил Рея Мистерио и Альберто дель Рио и вновь стал главным претендентом на титул. После завершения поединка Джон Сина объявил, что их матч пройдет по правилам «Я сдаюсь».
На Smackdown главный сюжет развернулся вокруг чемпионства мира в тяжелом весе. На Extreme Rules Кристиан впервые стал обладателем вышеупомянутого титула, одержав победу над Альберто дель Рио в лестничном матче. Выпуск Smackdown от 6 мая начался с трогательного выступления Кристиана, посвящённого главной победе в его карьере. Речь чемпиона прервал Рэнди Ортон, выдвинувший претензии на титул. Генеральный менеджер Тэдди Лонг утвердил титульный матч в качестве мейн-ивента шоу. Кристиан неожиданно проиграл Ортону. Через неделю бывший чемпион объявил, что воспользуется правом матч-реванша на Over the Limit. В последующие недели Кристиан и Ортон сражались на одной стороне против хилов, подчеркивая товарищеский характер предстоящего поединка. 
Другим противостоянием бренда стал конфликт между Интерконтинентальным чемпионом WWE Уэйдом Барреттом и его бывшим партнером по Ядру Иезекиилом Джексоном. На Extreme Rules они сражались вместе против командных чемпионов WWE Кейна и Биг Шоу. Во время поединка Уэйд забрал право боя у Джексона, когда тот доминировал на ринге. Вмешательство лидера группировки привело к поражению команды. По этой причине Иезекиил покинул группировку. В день, когда Джексон объявил об этом, Хит Слейтер, Джастин Гэбриел и Барретт напали на него в раздевалке. На Smackdown от 13 мая Барретт бросил вызов Джексону на матч за Интерконтинентальное чемпионство на Over the Limit.
Противостояние комментаторов RAW Майкла Коула и Джерри Лоулера, начавшееся незадолго до Реслмании XXVII, также получило продолжение. На Extreme Rules Лоулеру и другому знаменитому комментатору Джиму Россу не удалось победить Джека Суэггера и Коула в матче с ремнями. На RAW от 9 мая Лоулер вызвал Коула на одиночный матч с условием, что в случае поражения Джерри готов отдать кольцо члена Зала славы WWE. Коул ответил отказом, но в ходе комментирования шоу неоднократно провоцировал коллегу некрасивыми высказываниями в отношении матери Лоулера, умершей в феврале. Ситуацию обостряло то, что Майкл сидел отдельно в клетке из плексигласа, и Джерри не мог его тронуть, иначе был бы уволен. Тем не менее Лоулер нашёл лазейку, чтобы наказать коллегу (используя галстук). В результате перепалки Суэггер от имени комментатора принял вызов на поединок. Спустя неделю был подписан контракт на матч, и добавлено условие, что проигравший должен будет поцеловать ногу победившего.
Краткосрочный сюжет сложился между Реем Мистерио и Роном Киллингсом. На выпуске RAW от 9 мая Ар-Труф вмешался в перепалку за право сразиться с чемпионом WWE на Over the Limit. Анонимный генеральный менеджер RAW анонсировал матч за первого претендента, но Киллингса в него не добавил. Это крайне возмутило Рона, который считал себя не менее достойным, чем остальные участники боя, особенно Мистерио. После матча, который выиграл Миз, Киллингс напал на лучадора. Через неделю Рей бросил вызов Ар-Труфу на матч. После Киллингс вновь атаковал Рея и согласился сразиться с ним на Over the Limit.
Остальные матчи сформировались в результате эпизодических столкновений участников шоу на еженедельных ТВ-выпусках. 16 мая стало известно, что Биг Шоу и Кейн будут отстаивать командное чемпионство WWE против Мэйсона Райана и СМ Панка из Нового Нексуса. На Smackdown от 20 мая в кард Over the Limit добавили матч за чемпионство среди Див между Келли Келли и Бри Беллой, а также бой между Чаво Герреро и Син Карой.

## Результаты
| №                                                        | Исход                                                          | Тип матча                                                                                         | Время |
| -------------------------------------------------------- | -------------------------------------------------------------- | ------------------------------------------------------------------------------------------------- | ----- |
| Эксклюзивно для посетителей шоу перед началом трансляции |                                                                |                                                                                                   |       |
| *                                                        | Дэниел Брайан победил Дрю Макинтайра                           | Одиночный матч                                                                                    | —     |
| Основное шоу                                             |                                                                |                                                                                                   |       |
| 1                                                        | Рон Киллингс победил Рея Мистерио                              | Одиночный матч                                                                                    | 08:10 |
| 2                                                        | Иезекиил Джексон победил Уэйда Барретта (c) по дисквалификации | Одиночный матч за титул Интерконтинентального чемпиона WWE                                        | 07:25 |
| 3                                                        | Син Кара победил Чаво Герреро                                  | Одиночный матч                                                                                    | 07:23 |
| 4                                                        | Биг Шоу и Кейн (c) победили СМ Панка и Мэйсона Райана          | Командный матч за титул командных чемпионов WWE                                                   | 09:06 |
| 5                                                        | Бри Белла (с) (с Никки Беллой) победила Келли Келли            | Одиночный матч за титул чемпионки див WWE                                                         | 03:46 |
| 6                                                        | Рэнди Ортон (с) победил Кристиана                              | Одиночный матч за титул чемпиона мира в тяжелом весе                                              | 16:52 |
| 7                                                        | Джерри Лоулер победил Майкла Коула                             | Матч по правилам «Поцелуй мне ногу» Если выиграет Коул, Лоулер отдаёт кольцо члена Зала славы WWE | 02:58 |
| 8                                                        | Джон Сина (c) победил Миза (с Алексом Райли)                   | Матч по правилам «Я сдаюсь» за титул чемпиона WWE                                                 | 24:44 |
| (c) — Чемпион на момент поединка                         |                                                                |                                                                                                   |       |